# Kristaps Bokums
Kristaps Bokums (ur. 4 kwietnia 1984 w Rydze) – łotewski wioślarz.

## Osiągnięcia
- Mistrzostwa Świata Juniorów – Troki 2002 – jedynka – 15. miejsce[1].
- Mistrzostwa Świata U-23 – Amsterdam 2005 – jedynka – 3. miejsce[1].
- Mistrzostwa Świata – Gifu 2005 – jedynka – 19. miejsce[1].
- Mistrzostwa Świata U-23 – Hazewinkel 2006 – jedynka – 4. miejsce[1].
- Mistrzostwa Świata – Eton 2006 – jedynka – 16. miejsce[1].
- Mistrzostwa Świata – Monachium 2007 – jedynka – 18. miejsce[1].
- Mistrzostwa Europy – Poznań 2007 – dwójka podwójna – 10. miejsce[1].